# Beurre pommade
Pour les articles homonymes, voir Beurre (homonymie).
Le beurre pommade est du beurre tiédi (20 à 30 °C) et travaillé, de manière à lui donner la texture souple d'une pommade.

## Utilisation
Le beurre pommade est utilisé dans certaines recettes de pâtisserie, telles que la crème au beurre, les madeleines, la pâte sucrée, les crêpes Suzette ou encore les cookies ou, en boulangerie, les biscottes...
Le beurre pommade peut aussi servir à badigeonner un poulet rôti afin qu'il reste moelleux à la cuisson.